# Johann I. (Sponheim-Kreuznach)
Johann I. „der Lahme“ (* zwischen 1245 und 1250; † 28. Januar 1290) war Graf der vorderen Grafschaft Sponheim.

## Leben und Wirken
Johann I. trat 1265, nach dem Tod seines Vaters Simon I., die Regierung in der vorderen Grafschaft Sponheim an. Im selben Jahr heiratete er Adelheid von Leiningen-Landeck, Tochter Emichs IV.
Anfänglich führte er die Herrschaft alleine, später musste er das väterliche Erbe mit seinen jüngeren Brüdern Heinrich und Eberhard teilen. Heinrich gründete die Linie Sponheim-Bolanden, Eberhard die Linie Sponheim-Neef. Die Teilung erfolgte 1277 unter Vermittlung seiner Verwandten der hinteren Grafschaft Sponheim und der Grafen von Sayn. Die Übergabe der Burg Böckelheim an Heinrich führte zu einer heftigen Fehde. Entgegen Johanns Vorkaufsrecht verkaufte Heinrich die Burg 1279 dem Mainzer Erzbischof Werner von Eppstein. Johann versuchte erfolglos den Verkauf rückgängig zu machen. Daraufhin versuchte er mit Waffengewalt die Burg wiederzuerlangen. Schließlich wurde er 1279 in einer offenen Feldschlacht bei Sprendlingen durch den Mainzer Erzbischof besiegt (→ Sage von Michel Mort).
Johann I. und Adelheid wurden in der Stiftskirche zu Pfaffen-Schwabenheim beigesetzt, ihre Grabmäler sind nicht erhalten.

## Nachkommen
- Simon II.
- Johann II.
- Emich († 1325), Domherr zu Köln, Trier usw., Archidiakon von Lüttich
- Gottfried († 1316), Pfarrer zu Sobernheim
- Adelheid, Nonne im Kloster Nonnenmünster zu Worms
- Anna († 1311) ⚭ Ludwig Graf von Rieneck
- Mechthild